# Internationell klassifikation av funktionstillstånd, funktionshinder och hälsa
Internationell klassifikation av funktionstillstånd, funktionshinder och hälsa (engelska: International Classification of Functioning, Disability and Health, ICF) är en medicinsk klassifikation, som antogs av Världshälsoorganisationen (WHO) den 22 maj 2001. ICF ersatte den tidigare Internationella klassifikationen av funktionsnedsättning, funktionshinder och handikapp (ICIDH).
Den svenska versionen är översatt av Socialstyrelsen. ICF är ett internationellt redskap för att beskriva hur hälsa och hälsorelaterade tillstånd påverkar en persons funktionstillstånd. Det finns också en version för barn och ungdomar, ICF-CY. ICF kan ses som ett komplement till International Classification of Diseases (ICD), som klassificerar sjukdomar. Att två personer har samma ICD-kod för till exempel stroke innebär inte att de två personerna har samma funktion. Genom att använda ICF går det att få överblick över de medicinska och sociala faktorer som påverkar en persons kroppsliga funktioner och förmågan att genomföra olika aktiviteter och vara delaktig i sociala sammanhang. ICF belyser också hur omgivningens lagstiftning, utbildning och attityder samt den drabbades personliga egenskaper också påverkar dennes förmåga att utföra aktiviteter och vara delaktig. ICF kan också beskriva funktionshindersituationer, att man inte är delaktig eller inte kan göra det man skulle vilja göra. Funktionshinder är den negativa aspekten av funktionstillståndet och framträder i första hand vid jämförelse med ett statistiskt normvärde.